# 極道天下布武
極道天下布武（ごくどうてんかふぶ）は、日本のオリジナルビデオ作品。小沢仁志主演。第一幕と第二幕は劇場公開された。全5作。

## あらすじ
全国のヤクザ組織をまとめていた足多賀義昭（小沢和義）の京都 室八連合会が事実上崩壊し、尾張の織木信秀（西岡徳馬）、甲斐の武部信玄（菅田俊）、越後の上村謙信（原田龍二）、安芸の毛利屋元就（千葉真一）、駿河の今西義元（誠直也）らの覇権争いが繰り広げられる。織木組は若頭補佐の織木信長（小沢仁志）が力で他所のシマを制圧していく。武部組による信州制圧。それに対立する上村組。毛利屋は中国地方で勢力拡大。打倒「室八連合会」を掲げる駿河の今西義元は西日本制圧すべく尾張を侵略。今西義元の命を受けた徳澤家康（本宮泰風）が織木組と衝突することで、日本ヤクザ社会は群雄割拠の戦国時代に突入する。

## キャスト
尾張 織木組
- 尾張　織木組組長　織木信秀：西岡徳馬（1・2）
- 織木組若頭→織木組舎弟頭 角間組組長 角間信盛：野口雅弘
- 織木組舎弟頭→織木組特別顧問 平子組組長 平子政秀：岡崎二朗（1・2・3）
- 織木組若頭補佐 信長組組長 →織木組組長 織木信長(信秀の長男)：小沢仁志
- 織木組若頭補佐 信行組組長 織木信行(信秀の次男)：西守正樹（1・2・3）
- 織木組幹部→織木組若頭補佐 森村組組長 森村可成：江原シュウ
- 織木組幹部 柴木組組長 柴木勝家：川本淳市
- 織木市子(信長の実妹)：風谷南友（4・5）

尾張 織木組信長組
- 織木組若頭補佐 信長組組長 →織木組組長 織木信長(信秀の長男)：小沢仁志
- 織木組信長組 前野利家：永澤俊矢
- 織木組信長組 →織木組幹部 池内恒興：舘昌美
- 織木組信長組 →織木組幹部 三羽長秀：桑田昭彦
- 織木組信長組若衆 豊海秀吉：中野英雄
- 織木組豊海組若衆 福岡正則：山口祥行（4）
- 織木組豊海組若衆 石倉三成：波岡一喜（4）

清洲 岩崎組
- 清洲 岩崎組組長 岩崎信安(信秀の実子)：松田一三（2・3）

知多 水名組
- 知多 水名組組長 水名信元：清水ヨシト
- 水名信近：斗支也（2・3）

豊橋 尾山組
- 尾山組組長 尾山教継：奈良坂篤（2・3）
- 尾山組組員 尾山教吉：中澤達也（2・3）

美濃 斎門組
- 斎門組組長 斎門道三：堀田眞三（2・3）
- 斎門組若頭補佐→二代目斎門組組長 斎門義龍(道三の長男)：石橋保（2・3・4）
- 斎門組幹部→二代目斎門組幹部 竹村半兵衛：吉田祐健（2・3・4）
- 斎門組若頭補佐 斎門孫四郎(道三の次男)（2・3）：高原知秀（2・3）
- 斎門蝶：不二子（2・3・4）

美濃 堀江組
- 美濃 堀江組組長 堀江秀政：遠藤要（3・4・5）

近江 麻川組
- 近江 麻川組組長 麻川長政：永倉大輔（4・5）

京都 室八連合会
- 四代目室八連合会総長 足多賀義晴：？
- 五代目室八連合会総長 足多賀一家総長 足多賀義昭（義晴の実子）：小沢和義
- 室八連合会若頭 松枝一家総長 松枝久秀：下元史朗
- 室八連合会本部長 六田組組長 六田定則：菅野久夫（1・4・5）
- 京都 六田組幹部 滝沢組組長 滝沢一益：松田ケイジ（4・5）
- 室八連合会幹部 細田組組長 細田藤孝：渡辺裕之（1・4・5）
- 戸森一家 芝川義銀：諏訪太朗（1）
- 美濃 時田組組長 時田頼芸：高野晃大（1）
- 和泉椎政：中山峻
- 室八連合会特別顧問 三与木一家総長 三与木長慶：渡辺哲（5）

大阪
- 千願寺会会長 千願寺蓮如：HIDE（1・4・5）

駿河 今西組
- 今西組組長 今西義元：誠直也（1-4）
- 今西組若頭 大原雪斎：清水宏（1）
- 今西組幹部 岡庭元信：谷村好一

岡崎 今西組徳澤組
- 徳澤組組長 →今西組若頭補佐 徳澤組組長 徳澤家康：本宮泰風
- 酒木忠次：御木裕
- 徳澤組若衆 元多忠勝：松田優（2・4・5）
- 柏原康政：本田広登（1・2）

相模 南条組
- 相模 南条組組長 南条氏康：深水三章

甲斐 武部組
- 甲斐 武部組組長 武部信玄：菅田俊（1・4・5）
- 武部組若頭 大場信春：木庭博光（1・4）
- 武部組幹部 山倉勘介：薬師寺保栄（1）

信州 村上組
- 信州 村上組組長 村上義春：ホリベン（1・4）

信濃 川俣組
- 信濃 川俣組組長：原元太仁（4）

越前 甘倉組
- 甘倉組組長 甘倉義景：赤井英和（5）
- 甘倉組若衆 明石光秀：大沢樹生（5）

越後 上村組
- 越後 上村組組長 上村謙信：原田龍二（1・4）
- 越後 上村組若頭補佐 宇川定満：加納竜（1・4）
- 越後 上村組若頭補佐 柿本影家：SHU（1・4）

安芸 毛利屋一家
- 毛利屋一家総長 毛利屋元就：千葉真一（1・2・4）
- 毛利屋一家幹部 毛利屋隆元（元就の長男）：軍司眞人（1・2・4）
- 毛利屋一家若衆 毛利屋元春（元就の次男）：蛯沢康仁（1・2・4）
- 毛利屋一家若衆 毛利屋隆景（元就の三男）：久保田秀敏（1・2・4）

警視庁
- 警視庁長官 一条晴良：津川雅彦
- 警視庁警視監 暴力団特別対策本部 本部長 近藤前久：樋口隆則
- 警視庁 刑事 萩原正也：元木大介

ナレーション
- 江原シュウ

## スタッフ
- 監督：港雄二
- 営業統括：人見剛史（オールイン エンタテインメント）
- 企画：HIDE
- プロデューサー：天海武尊、山鹿孝起
- キャスティングプロデューサー：小林壽夫
- ポストプロダクションプロデューサー：小川幸一
- 脚本：江面貴亮
- 撮影：小山田勝治
- 録音：飴田秀彦
- 編集：小川幸一
- 音響効果：藤本淳
- 制作担当：ヤマピー
- 助監督：冨永拓輝
- 監督助手：村田剛志
- 衣裳：廣谷愛
- めいく：上田忍
- ボディーペイント：あだむう（1・2）
- 持道具：松島まひる
- ガンエフェクト：浅生マサヒロ
- 擬闘：玉寄
- スチール：ヤマダヤスヒコ・宿利泰蔵
- 車両：池田知久
- VFX：恒川岳彦
- 題字：内田子鴻
- オープニングテーマ「killer tune」曲：利陽人 / 演奏：Smoky House Rockers
- 衣裳協力：JUVENILE DELINQUENT
- 制作：ワールドムービープロダクション
- 製作・発売元：「極道天下布武」製作委員会
- 販売元：オールイン エンタテインメント

## DVDリリース
| タイトル            | ジャケットコピー                                                               | 発売日         |
| ------------------- | ------------------------------------------------------------------------------ | -------------- |
| 極道天下布武        | 極道戦国絵巻、堂々誕生──。                                                     | 2017年06月25日 |
| 極道天下布武 第二幕 | 代紋と野望を掲げ、集いし侠達──                                                 | 2017年08月25日 |
| 極道天下布武 第三幕 | 極道であるがため。男が侠であるがため。 頂点を目指す男達が、突き進む任侠道─！！ | 2017年10月6日  |
| 極道天下布武 第四幕 | 目紛しく起きる抗争─ 時代は果たして、誰を選ぶのか。                             | 2017年12月25日 |
| 極道天下布武 第五幕 | なし                                                                           | 2018年02月25日 |

## 配信
- 『極道天下布武』メイキング（2017年、YouTube）